# Fort Jones
Fort Jones – miasto w Stanach Zjednoczonych, w stanie Kalifornia, w hrabstwie Siskiyou.